# Mike Esposito
Pour les articles homonymes, voir Mike Esposito (football américain) et Esposito.
Mike Esposito (14 juillet 1927 - 24 octobre 2010) est un dessinateur de comics américain, spécialisé dans l'encrage. Il a travaillé surtout pour DC comics et Marvel. Il a longtemps encré les pages de Ross Andru jusqu'à la mort de celui-ci en 1993. Il a été inscrit au temple de la renommée Will Eisner en 2006.